# Oelet
Oelet is een bestuurslaag in het regentschap Timor Tengah Selatan van de provincie Oost-Nusa Tenggara, Indonesië. Oelet telt 1687 inwoners (volkstelling 2010).